# Бунтон Тауншип (Нью-Джерсі)
Бунтон Тауншип (англ. Boonton Township) — селище (англ. township) в США, в окрузі Морріс штату Нью-Джерсі. Населення — 4380 осіб (2020).

## Демографія
Згідно з переписом 2010 року, у селищі мешкали 4263 особи в 1575 домогосподарствах у складі 1149 родин. Було 1647 помешкань
Расовий склад населення:
| - 92,4 % — білих - 4,0 % — азіатів - 1,5 % — чорних або афроамериканців - 0,1 % — корінних американців |

До двох чи більше рас належало 1,4 %. Частка іспаномовних становила 4,2 % від усіх жителів.
За віковим діапазоном населення розподілялося таким чином: 24,7 % — особи молодші 18 років, 57,2 % — особи у віці 18—64 років, 18,1 % — особи у віці 65 років та старші. Медіана віку мешканця становила 46,5 року. На 100 осіб жіночої статі у селищі припадало 97,1 чоловіків;  на 100 жінок у віці від 18 років та старших — 92,4 чоловіків також старших 18 років.
Середній дохід на одне домашнє господарство  становив 163 116 доларів США (медіана — 115 268), а середній дохід на одну сім'ю — 179 527 доларів (медіана — 128 833). Медіана доходів становила 112 237 доларів для чоловіків та 66 719 доларів для жінок. За межею бідності перебувало 1,9 % осіб, у тому числі 0,0 % дітей у віці до 18 років та 6,4 % осіб у віці 65 років та старших.
Цивільне працевлаштоване населення становило 2048 осіб. Основні галузі зайнятості: освіта, охорона здоров'я та соціальна допомога — 22,9 %, науковці, спеціалісти, менеджери — 19,2 %, виробництво — 11,0 %, фінанси, страхування та нерухомість — 9,6 %.